# Palacio del Alba y el Ocaso

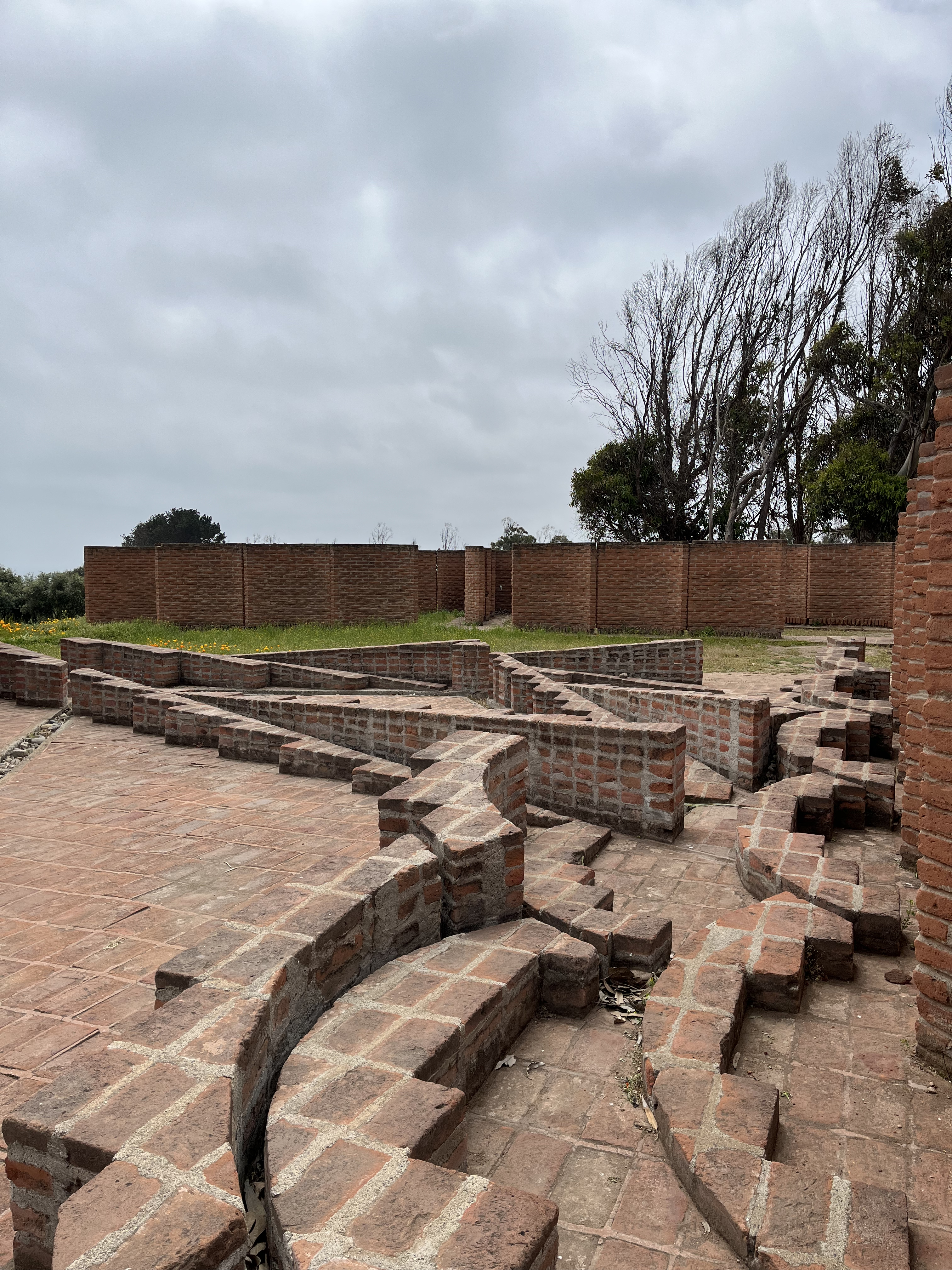
Interior del Palacio del Alba y el Ocaso de Ciudad Abierta en Ritoque.

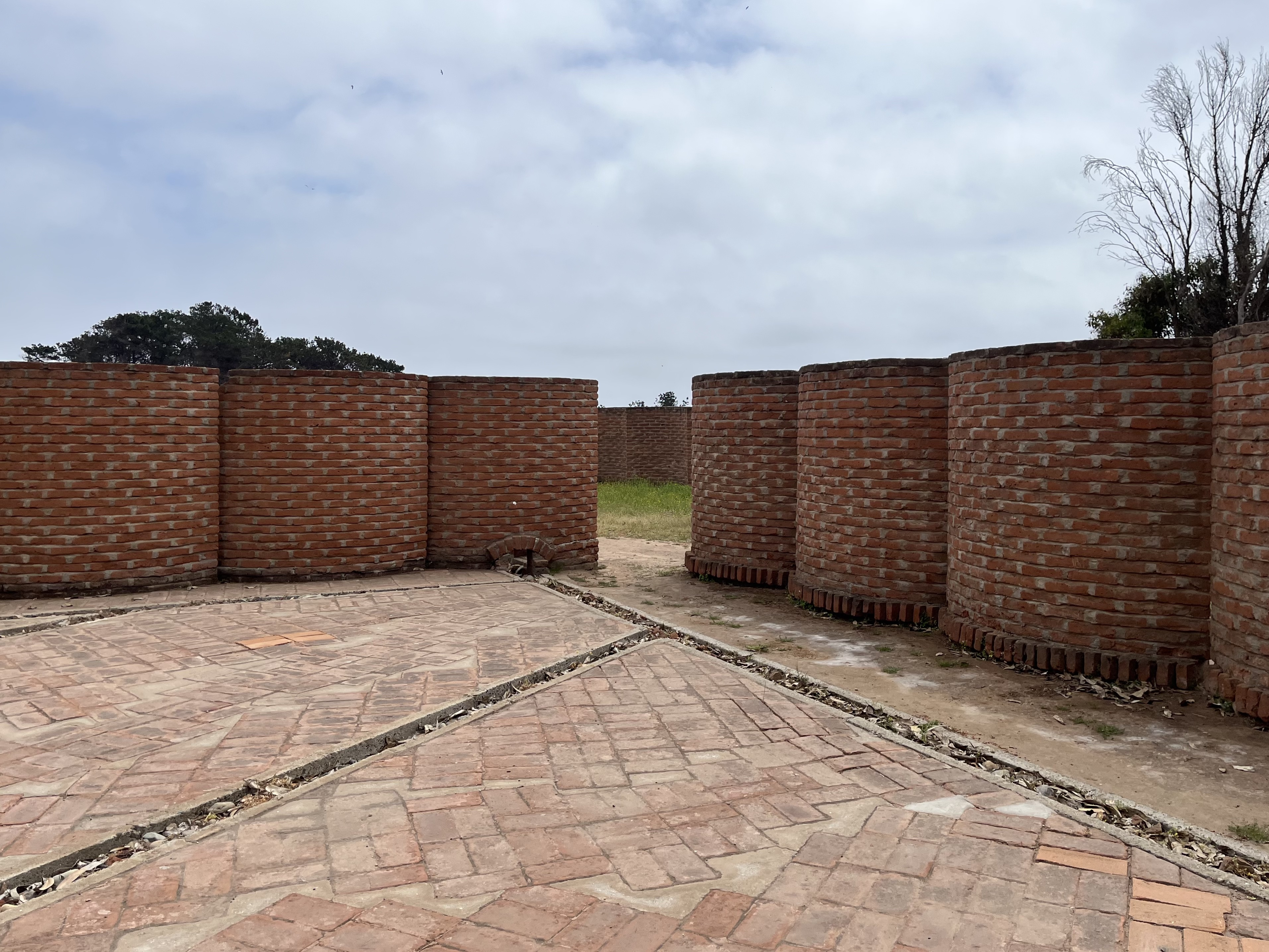
Exterior del Palacio del Alba y el Ocaso de Ciudad Abierta (Ritoque)

El Palacio del Alba y El Ocaso es una construcción arquitectónica situada en la parte alta de los terrenos de la Ciudad Abierta, en una parte relativamente plana (con un 15% de pendiente) de un terreno arcilloso, y fue construido en 1982. La concepción de la necesidad de su construcción y su nombre fue sugerido por el poeta Godofredo Iommi al arquitecto Alberto Cruz, luego de que Alberto Cruz, sintiera la necesidad de construir una hospedería, que fuese formada por otras hospederías, para dar lugar a huéspedes.
Según Andreea Mihalache, se podría clasificar dentro de las construcciones con "forma fluida" dentro de la Ciudad Abierta. Su suelo está compuesto de ladrillos fiscales (o ladrillos de arcilla artesanales), cemento y piedras, sus muros de albañilería en ladrillo y cuenta con una superficie total de 986,0 m². Posee dos patios cuadrados de 12 m de largo, rodeado de muros de 2 metros de alto, modulados en grupos de 6 unidades. Junto con el Faubourg, constituye una especie de conjunto, ya que el mismo está situado adyacente al Palacio del Alba y del Ocaso.